# Garden Plain (Kansas)
Garden Plain é uma cidade localizada no estado americano de Kansas, no Condado de Sedgwick.

## Demografia
Segundo o censo americano de 2000, a sua população era de 797 habitantes.
Em 2006, foi estimada uma população de 838, um aumento de 41 (5.1%).

## Geografia
De acordo com o United States Census Bureau tem uma área de
1,4 km², dos quais 1,4 km² cobertos por terra e 0,0 km² cobertos por água. Garden Plain localiza-se a aproximadamente 443 m acima do nível do mar.

## Localidades na vizinhança
O diagrama seguinte representa as localidades num raio de 20 km ao redor de Garden Plain.